# Chainaz-les-Frasses
Chainaz-les-Frasses ist eine französische Gemeinde im Département Haute-Savoie in der Region Auvergne-Rhône-Alpes.

## Geographie
Chainaz-les-Frasses liegt auf 678 m, etwa 18 Kilometer südwestlich der Stadt Annecy (Luftlinie). Das ehemalige Bauerndorf erstreckt sich aussichtsreicher Lage im südlichen Albanais, auf einem Höhenrücken im Alpenvorland, zwischen der breiten Senke, welche das Becken von Rumilly mit dem Lac du Bourget verbindet, und dem Tal des Chéran. Die Gemeinde liegt innerhalb des Regionalen Naturparks Massif des Bauges.
Die Fläche des 5,57 km² großen Gemeindegebiets umfasst einen Abschnitt des Albanais. Der Hauptteil des Gebietes wird von einem sanft gegen Westen geneigten Hang eingenommen. Dieser Hang wird durch verschiedene kurze Tälchen untergliedert, die das Gebiet zur Deisse entwässern. Nach Osten erstreckt sich das Gemeindeareal bis auf den breiten, mit Wiesland bedeckten Höhenrücken von Héry und Chainaz. Hier wird mit 724 m die höchste Erhebung von Chainaz-les-Frasses erreicht.
Zu Chainaz-les-Frasses gehören neben dem eigentlichen Ortskern auch mehrere Weilersiedlungen und Gehöfte, darunter: 
- Les Frasses (580 m) am Westabhang des Höhenrückens von Héry
- Chez Dupassieux (625 m) auf einem Sattel auf dem Höhenrücken
- Ravière (555 m) am Westabhang des Höhenrückens von Chainaz

Nachbargemeinden von Chainaz-les-Frasses sind Saint-Félix im Norden, Héry-sur-Alby und Cusy im Osten, Saint-Ours im Süden sowie Saint-Girod im Westen.

## Geschichte
Der Ortsname von Chainaz ist vom altfranzösischen Wort chaisne (Eiche) abgeleitet, während Frasses ursprünglich auf das lateinische Wort fraxinus (Esche) zurückgeht. Im Jahre 1860 wurden Chainaz und Les Frasses vom Kanton Albens im Département Savoie abgetrennt und dem neu geschaffenen Kanton Alby-sur-Chéran im Département Haute-Savoie eingegliedert. Die beiden vorher selbständigen Gemeinden fusionierten 1865 zur heutigen Doppelgemeinde.

## Sehenswürdigkeiten
Die Dorfkirche Notre-Dame wurde 1870 umgestaltet und besitzt einen Glockenturm, der 1722 erbaut wurde.

## Bevölkerung
| Jahr                       | 1962 | 1968 | 1975 | 1982 | 1990 | 1999 |
| Einwohner                  | 232  | 234  | 211  | 260  | 395  | 518  |
| Quellen: Cassini und INSEE |      |      |      |      |      |      |

Mit 708 Einwohnern (Stand 1. Januar 2022) gehört Chainaz-les-Frasses zu den kleinen Gemeinden des Département Haute-Savoie. Im Verlauf des 20. Jahrhunderts nahm die Einwohnerzahl aufgrund starker Abwanderung kontinuierlich ab (1901 wurden in Chainaz-les-Frasses noch 450 Einwohner gezählt). Seit Mitte der 1970er Jahre wurde jedoch dank der schönen Wohnlage wieder eine markante Bevölkerungszunahme verzeichnet.

## Wirtschaft und Infrastruktur
Chainaz-les-Frasses war bis weit ins 20. Jahrhundert hinein ein vorwiegend durch die Landwirtschaft geprägtes Dorf. Daneben gibt es heute verschiedene Betriebe des lokalen Kleingewerbes. Mittlerweile hat sich das Dorf auch zu einer Wohngemeinde entwickelt. Viele Erwerbstätige sind Wegpendler, die in den größeren Ortschaften der Umgebung sowie im Raum Annecy  und Chambéry ihrer Arbeit nachgehen.
Die Ortschaft liegt abseits der größeren Durchgangsstraßen an einer Lokalstraße, die von Albens nach Cusy führt. Weitere Straßenverbindungen bestehen mit Héry-sur-Alby und Saint-Ours. Der nächste Anschluss an die Autobahn A41 befindet sich in einer Entfernung von rund 6 km.